# Football Club Crotone Calcio 1997-1998
Questa pagina raccoglie i dati riguardanti il Football Club Crotone Calcio per la stagione sportiva 1997-1998.

## Rosa
| N. |                   | Ruolo | Calciatore            |
| -- | ----------------- | ----- | --------------------- |
|    | Italia (bandiera) | D     | Daniele Ascone        |
|    | Italia (bandiera) | A     | Maurizio Balestrieri  |
|    | Italia (bandiera) | A     | Antonio Caputo        |
|    | Italia (bandiera) | D     | Mauro Della Bona      |
|    | Italia (bandiera) | C     | Rocco Antonio Divella |
|    | Italia (bandiera) | D     | Marcello Ferrara      |
|    | Italia (bandiera) | A     | Salvatorino Frisenda  |
|    | Italia (bandiera) | C     | Domenico Giampà       |
|    | Italia (bandiera) | C     | Vito Grieco           |
|    | Italia (bandiera) | P     | Vincenzo Grillo       |
|    | Italia (bandiera) | D     | Alessio Morelli       |
|    | Italia (bandiera) | C     | Giuseppe Morfù        |

| N. |                   | Ruolo | Calciatore            |
| -- | ----------------- | ----- | --------------------- |
|    | Italia (bandiera) | C     | Francesco Mortelliti  |
|    | Italia (bandiera) | D     | Ivan Moschella        |
|    | Italia (bandiera) | C     | Silvio Paolucci       |
|    | Italia (bandiera) | D     | Santo Parise          |
|    | Italia (bandiera) | P     | Antonino Piazza       |
|    | Italia (bandiera) | C     | Luigi Porchia         |
|    | Italia (bandiera) | C     | Carmelo Russo         |
|    | Italia (bandiera) | P     | Gaetano Sirica        |
|    | Italia (bandiera) | C     | Michele Sciannimanico |
|    | Italia (bandiera) | D     | Vincenzo Tagliente    |
|    | Italia (bandiera) | A     | Giuseppe Tortora      |